# Mariana Flores
Cet article possède des homonymes et des paronymes, voir Flores.
Mariana Flores est une soprano argentine spécialisée dans le répertoire baroque, née en 1980.

## Biographie
Mariana Flores naît en 1980 à Mendoza en Argentine,.
Elle étudie le chant à l'Université Nationale de Cuyo (Universidad Nacional de Cuyo) dont elle est diplômée en 2003.
Elle poursuit ensuite ses études en Suisse à la Schola Cantorum Basiliensis avec la mezzo-soprano Rosa Dominguez, études qu'elle termine en 2008. Elle participe à de nombreuses classes de maître (master classes) avec, entre autres, la mezzo-soprano argentine Bernarda Fink,..
Elle travaille régulièrement avec Cappella Mediterranea et l'Ensemble Clematis sous la direction du chef d'orchestre et chef de chœur argentin  Leonardo García Alarcón,. Elle est mariée avec Leonardo García Alarcón et habite en France.

## Discographie sélective
- Ulisse all'Isola di Circe de Giuseppe Zamponi, avec Capella Mediterranea et le Chœur de chambre de Namur sous la direction de Leonardo García Alarcón
- 2010 : Il Regno d'amore de Girolamo Frescobaldi, avec l'Ensemble Clematis sous la direction de Leonardo García Alarcón